# Livvagterne
Livvagterne er en dansk dramaserie, der havde premiere på DR1 1. januar 2009. 
Serien er udviklet og skrevet af Mai Brostrøm og Peter Thorsboe, og er den sidste i parrets krimitrilogi, der også indeholder serierne Rejseholdet (2000) og Ørnen (2004). Den er instrueret af Mikkel Seerup.
Serien handler om de danske livvagter under PET. Man følger de tre hovedpersoners uddannelse og arbejde som livvagter.

## Handling
Sæson 1
Afsnit 1-2
Forsvarsminister Henrik Skelbæk ankommer til Bagdad, for at fejre nytår med de danske sikringsstyrker. Med sig har Skelbæk livvagter fra PET, som har til ansvar at beskytte Forsvarsministeren. Trods beskyttelsen fra livvagterne udvikler aftenen sig til en aften med skæbnesvangre følger - PET livvagten Ibro bliver dræbt. Ibros far som er tidliger jugoslavisk elitesoldat vil have hævn over Skelbæk.  Sideløbende med historien om angrebet mod Skelbæk følger man de tre aspiranter på livvagts-uddannelsen, Jasminna, Jonas og Rasmus. De tre aspiranter bliver udvalgt til at assistere PET til en begravelse af endnu en dræbt dansk soldat, da man har Catic (Ibros far) mistænkt for at ville begå et attentat mod Skelbæk. Catic slår ikke til ved begravelsen - som blev en alternativ eksamen for de tre aspiranter - han slår derimod til på Skelbæks hjemmeadresse.
Afsnit 3-4
Da statsministeren udnævner en kontroversiel minister, beslutter sikkerhedschef Leon Hartvig at give ministeren fuld beskyttelse. Jasminna får til opgave at beskytte den nye minister imod en antidemokratisk gruppe, som de mener har til hensigt at slå den nye minister ihjel. Det går dog op for Leon og 'Tønne' at truslen ikke er mod ministeren, men tværtimod mod Jasminna, uden at hun selv ved det. I jagten på at spore denne gruppe går Jonas undercover, hvilket fører til at han suspenderes af PET.
Afsnit 5-6
Jasmina bliver kontaktet af en fjern bekendt, Huma, som bor i en københavnsk forstad, hvor en stor del af beboerne er muslimer. Huma er bekymret for, om hendes venindes mand er ved at forberede en terrorhandling; han har på det seneste ændret adfærd og foretager sig besynderlige ting sammen med en hidtil ukendt mand. Veninden tror selv, at hendes mand har fundet en anden kvinde. Det viser sig, at Leon allerede har et indgående kendskab til den fremmede mand, og en efterforskning bliver sat i gang. Mistanken om en terrorhandling bliver konkretiseret og Leon mener at der er udtænkt et terrorangreb i København, hvilket gør at han sætter alle kræfter ind på at stoppe det potentielle angreb.
Afsnit 7-8
Statsminister Jens Ole Vestergaard skal giftes med en af landets mest populære skuespillere, hvilket glæder den danske befolkning - på nær én enkelt kvinde. Vestergaard har en beundrer i længere tid, men da nyheden slipper ud om brylluppet så udvikler det sig til 'stalking'. Stalkeren gør alt der står i hendes magt for at forsøge at ødelægge brylluppet, hvilket ender ud i et attentatforsøg hvor livvagten Rasmus bliver hårdt såret.
Afsnit 9-10
Som optakt til den store klimakonference senere på året er en række eksperter og politikere inviteret til et formøde i København. Blandt dem er den markante engelske klimaminister, Claire Thornton. Hun medbringer beviser for, at visse såkaldte eksperter modtager bestikkelse fra industrien mod til gengæld at afdramatisere diskussionen om den globale opvarmning. Også Claires ærkemodstander og en netop løsladt tidligere terrorist ankommer til København. Thornton bliver bortført af en flok autonome der bliver ledt af den tidligere terrorist.

## Medvirkende
- Cecilie Stenspil – livvagt Jasminna el Murad
- André Babikian – livvagt Jonas Goldschmidt
- Søren Vejby – livvagt Rasmus Poulsen
- Thomas W. Gabrielsson – PET's sikkerhedschef Leon Hartvig
- Ellen Hillingsø – politimester for PET Benedikte Tønnesen
- Ditte Gråbøl – sekretær Diana Pedersen
- Rasmus Bjerg – gruppeleder Kurt Birk
- Tommy Kenter – retspsykiater Jørgen Boas
- Michael Sand – livvagt og instruktør Kurt Strøm (Store Kurt)
- Kate Kjølby – Asha, Jasminnas søster
- Benjamin Boe Rasmussen - livvagt Trikker
- Kim Jansson - livvagt Fjordby

## Priser
I 2009 vandt Livvagterne en Emmy Award for bedste ikke-amerikanske tv-dramaserie. Peter Thorsboe og Mai Brostrøm som er forfatterne til Livvagterne, har tidligere modtaget Emmy Awards for de danske dramaer Rejseholdet og Ørnen i henholdsvis 2002 og 2005. Danmarks Radio har dermed modtaget fem Emmy Awards. De øvrige vindere er Nikolaj og Julie (2003) og Unge Andersen (2005).

## Modtagelse
De første to afsnit af Livvagterne startede ud med høje seertal på DR1. Afsnit 1 blev set af 1.450.000 seere og afsnit 2 blev set af 1.650.000 seere. Første sæson der havde premiere i 2009, var i skarp seerkonkurrence med VM i håndbold, hvilket resulterede i et fald på 400.000 seere i afsnit fire, da det blev sendt på samme tidspunkt som Danmark mod Serbien.
Ser man på seriens modtagelse blandt de danske medier, så fik den en særdeles fin modtagelse. Her er et mindre uddrag af anmeldelser fra premieren 2. januar 2009: 
| Medie              | Udtalelse | Anmeldelse |
| ------------------ | --- | ---------- |
| Berlingske Tidende | »Med det ret ubeskrevne blad Mikkel Serup som instruktør lagde første afsnit op til en drønspændende og stærkt realistisk serie positivt præget af de friske nye navne Søren Vejby, Cecilie Stenspil og André Babikian som de nyuddannede PET-livvagter med en barsk ilddåb, da den dræbte vagts traumatiserede bosniske far vil hævne sig på den skvattede forsvarsminister (den altid eminente Henrik Prip)«. | 5 stjerner |
| Jyllands-Posten    | »Glædeligt er det at se nye, filmisk og teatermæssigt ubelastede ansigter i de tre centrale roller. Indtil videre spiller de fint og overbevisende op mod herligt karakterfulde fjæs som Tommy Kenters psykiater med det antydede alkoholproblem, Thomas W. Gabrielssons stålsatte sikkerhedschef, Ellen Hillingsøs køligt-effektive PET-chef og Henrik Prips egocentrerede forsvarsminister«.                  | 5 stjerner |
| Politiken          | »Første afsnit endte med en cliffhanger af format« | 4 Stjerner |
| B.T.               | »Min største indvending mod afsnit 1 er dets mangel på spillescener med klare dramatiske situationer. Dét, vi fik, var handling og snak, snak, snak, som – desværre – ikke gjorde os meget klogere på hovedpersonernes personligheder« | 4 Stjerner |
| Ekstra Bladet      | »Serien – der er planlagt til at løbe over i alt 20 afsnit – kom i hvert fald glimrende fra start i aftes. Mikkel Serup havde godt greb om instruktionen, og den håndværksmæssige side af sagen var i det hele taget oppe på det professionelle, internationale niveau, man nu kan tillade sig at forvente af en dansk tv-produktion i primetime. Vi er heldigvis kommet lang vej siden 'Landsbyen'«            | 4 Stjerner |

Seriens gode start blev ifølge flere danske anmeldere ikke fulgt op, og dette kunne også ses i de efterfølgende anmeldelser i sæson 1.